# Dynastie (seriál, 1981)
Dynastie (v anglickém originále Dynasty) je americký dramatický televizní seriál, patřící do žánru mýdlových oper. Jeho autorem je manželská dvojice Richard a Esther Shapirových. Premiérově byl vysílán v letech 1981–1989 na stanici ABC, celkem vzniklo v devíti řadách 220 dílů. Z Dynastie byl odvozen seriál Colbyové (1985–1987) a na konec Dynastie navazuje dvojdílná minisérie Dynasty: The Reunion (1991). V roce 2017 vznikl reboot seriálu s názvem Dynastie.
V Česku byl seriál vysílán od 8. února 1994 do 14. června 1997 na TV Nova.

## Příběh
Seriál popisuje příběh bohaté denverské rodiny Carringtonových, jejíž hlava, mocný ropný magnát Blake Carrington, si bere za manželku svoji bývalou sekretářku Krystle. Ke klíčovým postavám patří od druhé řady také Blakeova bývalá žena Alexis.

## Obsazení
- John Forsythe jako Blake Carrington
- Linda Evans jako Krystle Carringtonová
- Pamela Sue Martin jako Fallon Carringtonová Colbyová (1.–4. řada)
- Emma Samms jako Fallon Carringtonová Colbyová (8.–9. řada, jako host v 5.–7. řadě)
- Pamela Bellwood jako Claudia Blaisdelová (1.–6. řada)
- Al Corley jako Steven Carrington (1.–2. řada)
- Jack Coleman jako Steven Carrington (3.–8. řada)
- John James jako Jeff Colby (1.–5. a 8.–9. řada, jako host v 6. a 7. řadě)
- Wayne Northrop jako Michael Culhane (1. a 7. řada)
- Katy Kurtzman jako Lindsay Blaisdelová (1. řada)
- Dale Robertson jako Walter Lankershim (1. řada)
- Bo Hopkins jako Matthew Blaisdel (1. řada, jako host v 7. a 8. řadě)
- Lloyd Bochner jako Cecil Colby (2.–3. řada, jako host v 1. řadě)
- Heather Locklear jako Sammy Jo Carringtonová (2.–9. řada)
- Lee Bergere jako Joseph Anders (2.–4. řada, jako host v 1. řadě)
- Joan Collins jako Alexis Colbyová (2.–9. řada)
- James Farentino jako doktor Nick Toscanni (2. řada)
- Gordon Thomson jako Adam Carrington (3.–9. řada)
- Kathleen Beller jako Kirby Andersová (3.–4. řada)
- Geoffrey Scott jako Mark Jennings (3.–4. řada)
- Deborah Adair jako Tracy Kendallová (4. řada)
- Helmut Berger jako Peter de Vilbis (4. řada)
- Michael Nader jako Dex Dexter (4.–9. řada)
- Diahann Carroll jako Dominique Deverauxová (4.–7. řada)
- Catherine Oxenberg jako Amanda Carringtonová (5.–6. řada)
- Karen Cellini jako Amanda Carringtonová (7. řada)
- Michael Praed jako princ Michael z Moldávie (5.–6. řada)
- Billy Dee Williams jako Brady Lloyd (5. řada)
- Maxwell Caulfield jako Miles Colby (6. řada)
- Ted McGinley jako Clay Fallmont (6.–7. řada)
- Christopher Cazenove jako Ben Carrington (6.–7. řada)
- Kate O'Mara jako Caress Morellová (6.–7. řada)
- Ken Howard jako Garrett Boydston (6. řada, jako host v 5. řadě)
- Terri Garber jako Leslie Carringtonová (7.–8. řada)
- Cassie Yates jako Sarah Curtisová (7. řada)
- Leann Hunley jako Dana Waringová Carringtonová (7.–9. řada)
- James Healey jako Sean Rowan (8. řada)
- Tracy Scoggins jako Monica Colbyová (9. řada, jako host v 5. řadě)
- Stephanie Beacham jako Sable Colbyová (9. řada, jako host v 6. řadě)